# Операция Ариел
Операция „Ариел“ се провежда за евакуацията на съюзническите сили от Западна Франция след нашествието на Нацистка Германия във Франция по време на Втората световна война.

## Ход на операцията
Операция „Ариел“ е ръководена от адмирал Уилиам Джеймс. Тя започва на 14 юни от пристанищата на Шербур и Сен Мало и приключва на 25 юни 1940 г. в съгласие с подписаното примирие подписано от френското правителство. През това време в района на Бискайски залив, от Сен Назер, Брест и Нант, са извършвани евакуационни действия водени от адмирал Мартин Ерик Насмит, главнокомандващ на западните подстъпи (Western Approaches Command).
Над 215 000 британски, френски, полски и канадски войници са евакуирани. По време на операция „Динамо“ от Дюнкерк са евакуирани още 338 226 души.
Операция „Ариел“ е по-слабо позната в сравнение с битките и евакуацията при Дюнкерк, част на немското нашествие във Франция през 1940 г. Единствената значителна загуба през евакуацията е на 17 юни, когато самолети Юнкерс 88 от 30-и авиополк потапят пътническия кораб RMS Lancastria, при което загиват около 5800 души.
На 25 юни, последният ден от евакуацията, канадския ескадрен миноносец HMCS Fraser е ударен и потопен от противовъздушния крайцер HMS Calcutta в устието на река Жиронда, водещо към Бордо. Около 4000 души очакват пристигането му, за да се евакуират.